# Platychelus expansus
Platychelus expansus är en skalbaggsart som beskrevs av Louis Albert Péringuey 1902. Platychelus expansus ingår i släktet Platychelus och familjen Melolonthidae. Inga underarter finns listade i Catalogue of Life.